# Cultura de Estonia
La cultura de Estonia incorpora patrimonio indígena, como el idioma nacional, el estonio, origen ugrofinés y la sauna, con aspectos culturales mayoritariamente nórdicos y europeos. Debido a su historia y geografía, la cultura de Estonia se ha visto influida por las tradiciones de las áreas adyacentes; los pueblos fineses, bálticos y germanos así como el desarrollo cultural de los antiguos poderes dominantes, Suecia y Rusia. Tradicionalmente, Estonia ha sido vista como un área de rivalidad entre el oeste y el este de Europa en muchos niveles. Un ejemplo de este legado geopolítico es una excepcional combinación del reconocimiento a nivel nacional de la tradiciones cristianas: una occidental iglesia protestante y una oriental iglesia ortodoxa. Como la cultura dominante en los países nórdicos. 